# Jerzy Levittoux
Jerzy Piotr Levittoux (ur. 26 grudnia 1896?/7 stycznia 1897 w Chrzanówce, zm. 18 lipca 1944 k. Caen) – pułkownik dyplomowany broni pancernych Polskich Sił Zbrojnych, kawaler Orderu Virtuti Militari.

## Życiorys
Był synem Jana i starszym bratem Henryka Juliana, majora lekarza WP zamordowanego w Charkowie.
3 maja 1922 roku został zweryfikowany w stopniu kapitana ze starszeństwem z dniem 1 czerwca 1919 roku i 79. lokatą w korpusie oficerów inżynierii i saperów, a jego oddziałem macierzystym był 1 pułk saperów. W latach 1923–1925 pełnił służbę w Departamencie V Inżynierii i Saperów Ministerstwa Spraw Wojskowych w Warszawie, pozostając oficerem nadetatowym 1 pułku saperów w Modlinie. 1 grudnia 1924 roku został mianowany majorem ze starszeństwem z dniem 15 sierpnia 1924 roku i 19. lokatą w korpusie oficerów inżynierii i saperów. W lutym 1925 roku został przydzielony do Oficerskiej Szkoły Inżynierii na stanowisko asystenta. W październiku 1925 roku został przeniesiony do kadry korpusu oficerów inżynierii i saperów z równoczesnym przydziałem służbowym do École Supérieure de Guerre w Paryżu na dwuletni kurs normalny. W 1927 roku, po ukończeniu studiów, otrzymał dyplom naukowy oficera Sztabu Generalnego. W 1928 roku był w kadrze Szkoły Podchorążych Inżynierii w Warszawie. 23 sierpnia 1929 roku przeniesiony został do Wyższej Szkoły Wojennej w Warszawie na stanowisko wykładowcy. Z dniem 15 maja 1931 do 1933 r. odbył praktykę liniową w 1 pułku czołgów w Poznaniu na stanowisku dowódcy batalionu. W 1933 roku powierzono mu pełnienie obowiązków komendanta Centrum Wyszkolenia Broni Pancernych, a w następnym roku wyznaczony został na stanowisko komendanta Centrum Wyszkolenia Czołgów i Samochodów Pancernych w Twierdzy Modlin. 27 czerwca 1935 roku został mianowany podpułkownikiem ze starszeństwem z dniem 1 stycznia 1935 roku i 6. lokatą w korpusie oficerów inżynierii i saperów. Obowiązki komendanta Centrum Wyszkolenia Broni Pancernych pełnił do września 1937 roku. W 1938 roku zastąpił podpułkownika Adama Przybylskiego na stanowisku attaché wojskowego przy Ambasadzie RP w Tokio.
Był encyklopedystą. Został wymieniony w gronie edytorów ośmiotomowej Encyklopedii wojskowej wydanej w latach 1931–1939 gdzie zredagował hasła związane z inżynierią saperską. Wchodził w skład komitetu redakcyjnego tej encyklopedii .
3 listopada 1942 roku został mianowany pułkownikiem ze starszeństwem z dniem 1 stycznia 1943 roku w korpusie oficerów broni pancernych. 9 stycznia 1943 roku objął obowiązki na stanowisku szefa sztabu 1 Dywizji Pancernej. W lipcu 1944 roku został wysłany został przez gen. bryg. Maczka do Normandii razem z trzema innymi wojskowymi oraz dwoma kierowcami na rekonesans oraz w celu nawiązania łączności z brytyjską 1 Dywizją Pancerną. Dwa dni później, o drugiej w nocy 18 lipca 1944, wracającą jeepem do sztabu dywizji brytyjskiej grupę zaatakowały samoloty niemieckie zrzucając bomby i raniąc śmiertelnie Jerzego Levittoux. Pochowany na brytyjskim cmentarzu wojskowym w Ranville k. Caen, w departamencie Calvados (czwarty rząd po lewej od wejścia, dziewiąty grób). Jego następcą na stanowisku szefa sztabu dywizji został mjr dypl. Ludwik Antoni Stankiewicz.

## Ordery i odznaczenia
- Krzyż Srebrny Orderu Wojskowego Virtuti Militari nr 6787 – 10 maja 1922[19][20]
- Krzyż Walecznych – 1921[21]
- Złoty Krzyż Zasługi – 18 marca 1932[22]
- Srebrny Krzyż Zasługi
- Order Krzyża Orła III klasy (1936, Estonia)[23]
- Medal międzysojuszniczy „Médaille Interalliée”
- Estońska Odznaka Pancerna (przed 1937)[24]